# 6116 Still
6116 Still (1984 UB3) là một tiểu hành tinh vành đai chính được phát hiện ngày 16 tháng 10 năm 1984 bởi E. Bowell ở Flagstaff.